# Fotoinibição
Fotoinibição é, em Botânica, o estresse fisiológico pelo qual os organismos fotossintéticos, como as folhas nos vegetais superiores, passam, em determinadas situações de grande exposição à luz, e que podem ser agravadas por condições de elevada temperatura e/ou falta de água - em que o processo de fotossíntese passa por grande redução.
Plantas adaptadas à sombra, por exemplo, experimentam a fotoinibição, quando colocadas à exposição direta à radiação solar. A depender do tempo em que o indivíduo retorna à taxa normal de fotossíntese a fotoinibição pode ser dinâmica ou crônica. O índice de tolerância à luz varia de espécie para espécie, de fase de crescimento e, ainda, das condições de crescimento numa mesma espécie; pode, ainda, ter causas bióticas ou abióticas.

## Descrição
Quando a taxa fotossintética se estabiliza e a planta continua exposta a luz, ocorre a fotoinibição ou fotodano (dano causado pelo excesso de luz).
Chega um momento do dia que a difusão de CO2 na folha não aumenta mais, ou seja, a taxa fotossintética se establiliza. Isto leva à conclusão de que a fotossintese passa a ser limitada pela disponibilidade de gás carbônico. Entretanto a fase clara da fotossintese continua a ser realizada pela planta, os fótons continuam incidindo sobre as moléculas de clorofila, que ficam em estado excitado e acabam produzindo substâncias danosas como: superóxido e peróxido de hidrogênio. Se nem a fase escura e outras vias metabólicas conseguirem dar vazão ao NADPH (Fosfato de dinucleótido de nicotinamida e adenina) e ATP produzidos na fase clara gerando um acúmulo destas moléculas, ocorre uma desnaturação (perda de conformação espacial) das proteínas do complexo antena que fica desativado. Esses danos, precisam ser reparados diariamente, para que no dia seguinte a planta possa a vir realizar a fotossíntese com a mesma eficiência.